# 金山镇 (禄丰市)
金山镇，是中华人民共和国云南省楚雄彝族自治州禄丰市下辖的一个乡镇级行政单位。

## 行政区划
金山镇下辖以下地区：
董户村社区、南门社区、西门社区、北门社区、惠民路社区、官场社区、南雄村、拖罗甸村、小街村、河口村、官洼村、北厂村、科甲村、宋家坡村、大洼村、横山村、扬家庄村、炼象关村、小铺子村、中屯村、鲁家村和南冲村。

## 中国传统村落
2013年8月，炼象关被评为第二批中国传统村落。